# La Secta
La Secta es un grupo de la escena under de rock industrial y electrónico argentino formado en 1993 en la ciudad de La Plata. Este grupo es especialmente fuerte dentro del circuito roquero under de la ciudad, ya que sus presentaciones la han convertido en una banda de culto, con numerosos seguidores.

## Estilo Musical
La banda tiene un estilo musical muy definido, marcado por el contrapunteo de dos voces, la de los cantantes Alejandro Arecha (grave, con tonos muy bajos y profundos) y Gastón Cingolani (más aguda, y generalmente líder). Su apoyo es de guitarra, a cargo de Hugo Fernández, teclado a cargo de Fabián Piccinelli, Emilio Pascolini en batería, Marcos Scarafoni en bajo y programaciones, y Ulises Cremonte en consolas. Los ritmos son cargados y variables dentro de un mismo tema, en una fusión de rock industrial y rock electrónico, con ambientes a la vez oscuros y festivos. 
Sus canciones más conocidas son "El volador", y "Cerdo", ambas presentes en álbum "Peccata Mundi". También han hecho covers de temas emblemáticos de música argentina e internacional, en particular de Virus y de Astor Piazzolla (fundamentalmente "Libertango" en clave rockera).

## Performances
La Secta, si bien posee un lenguaje musical bien definido, se destaca principalmente por sus espectáculos en vivo, en los cuales, como lo hiciera en un inicio la emblemática agrupación Patricio Rey y los redonditos de ricota, incorpora diversos elementos dramáticos para crear un clima, generalmente oscuro, en torno a un concepto, en el cual se mezclan imagen, sonido y movimiento.
En este marco estético, la banda incorpora continuamente al público como un componente fundamental en sus presentaciones, no ya como espectadores pasivos, sino como actores fundamentales y participantes activos dentro de los shows. Dado el carácter especial de sus espectáculos, La Secta ha adquirido un estatus de banda de culto entre su público.
En todas sus presentaciones se pueden encontrar elementos teatrales, y tanto ellos como sus letras generalmente están cargados de sensualidad, además de incorporarse el baile como un elemento fundamental, debido a su componente electrónico, que le incorpora a su vez elementos de una rave electrónica a los clásicos componentes de un recital de rock. En cada presentación, el grupo ha sabido adaptarse a los públicos y espacios diversos a través de alteraciones de los espacios preestablecidos, rompiendo la diferencia entre escenario y público, y de nuevas definiciones en sus propuestas dramáticas, que van desde lo gótico (en presentaciones como la proyección musicalizada de Nosferatu en Estación Provincial), el gore, en eventos como el recital en el teatro de Bellas Artes con temática zombi; el terror psicológico, como en su concierto de 15 años en Estación Provincial, y la ciencia ficción, en sus presentaciones más electrónicas.

## Repercusión
El grupo permanece centrado dentro del circuito under de la ciudad de La Plata, concentrándose especialmente en el centro cultural "Estación Provincial" y en el bar "Ciudad Vieja", así como también en la Casa del Pueblo, sede del partido socialista, y festivales under en toda la ciudad, pero ocasionalmente ha tocado en la ciudad de Buenos Aires. La banda se ha destacado especialmente por la versión de la canción de Virus "Mirada Speed" presente en el disco 19 versiones de Virus, editado por Radio Universidad de La Plata. La banda se ha destacado como una de las principales bandas del circuito underground de la Ciudad de La Plata debido a sus presentaciones en vivo, en las que también ha compatido el escenario con bandas como Thes Siniestros, Monstruo!, DJ Henta y otros, y mantiene una buena cantidad de seguidores que asisten a muchos de sus espectáculos.

## Discografía
La banda hasta la fecha ha publicado nueve discos, contando su participaciòn en la grabación de "19 versiones de Virus":
- Vive! (2002)
- Un gusano de cemento (2006)
- In- feCCión (2006)
- Peccata Mundi[15] (2008)
- Drama (2013)
- Perversiones (2014)
- #Somos Normales (2016)
- Whenever, Wherever / La Isla Bonita (Simple) (2019)
- Ojos Así (Simple)(2019)
- What's Up, People?!(Simple) (2020)
- Raimar (Space Pirate Captain Harlock)(Simple) (2020)
- Army of me(Simple) (2020)
- Libertango(Simple) (2020)
- Nuestro amo juega al esclavo(Simple) (2020)
- Arte (2021)